# Synarmadilloides congolensis
Synarmadilloides congolensis är en kräftdjursart som först beskrevs av Franco Ferrara 1975.  Synarmadilloides congolensis ingår i släktet Synarmadilloides och familjen Eubelidae. Inga underarter finns listade i Catalogue of Life.